# Kino Urania u Osijeku
Kino Urania je poznato kino u znamenitoj secesijkoj zgradi u Gornjem gradu u Osijeku.
Nalazi se na adresi Šetalište Vjekoslava Hengla 1. Sagrađeno je prema projektu arhitekta Viktora Axmanna 1912. godine. Za taj je projekt arhitekt dobio prestižnu nagradu na kino-izložbi u Beču.
Zgrada se odlikuje neobičnim konveksno-konkavnim pročeljem s valovitim zabatom u vrhu kojega je reljef. Konkavna forma pročeljne linije razgibana je konveksnim balkonskim istakom prvoga kata, ispod kojega je glavni ulaz u zgradu s visokim pristupnim stubištem. Otvori izduženih formata usklađeni su sa stiliziranim okomitim linijama izvedenim u žbuci. Zgrada je do najnovijeg vremena sačuvala svoju izvornu funkciju kina, a smatra se jednim od najznačajnijih ostvarenja secesijske arhitekture u Hrvatskoj.

## Zaštita
Pod oznakom Z-5760 zavedeno je kao nepokretno kulturno dobro – nepokretna pojedinačna, pravna statusa zaštićena kulturnog dobra, klasificirano kao "javne građevine".

## Vanjske poveznice
|  | Zajednički poslužitelj ima još gradiva o temi Kino Urania |

45°33′41″N 18°40′57″E / 45.561465°N 18.682592°E